# Ceratophysella bengtssoni
Ceratophysella bengtssoni är en urinsektsart som först beskrevs av Ågren 1904.  Ceratophysella bengtssoni ingår i släktet Ceratophysella och familjen Hypogastruridae. Arten är reproducerande i Sverige. Inga underarter finns listade i Catalogue of Life.